# Phrudocentra impunctata
Phrudocentra impunctata är en fjärilsart som beskrevs av W. Warren 1909. Phrudocentra impunctata ingår i släktet Phrudocentra och familjen mätare. Inga underarter finns listade i Catalogue of Life.